# Слабый гиперзаряд
Сла́бый гиперзаря́д — удвоенная разность между электрическим зарядом и слабым изоспином частицы. Он генерирует центр электрослабой калибровочной группы.
В соотношении, которое фактически является аналогом формулы Гелл-Мана—Нисидзимы для электрослабого взаимодействия, мы имеем
{\displaystyle \qquad Q=T_{z}+{Y_{W} \over 2}}
где «Q» — электрический заряд (в единицах элементарного заряда), Tz — третья компонента слабого изоспина, а YW и есть слабый гиперзаряд. Отсюда можно определить слабый гиперзаряд через электрический заряд и слабый изоспин частицы:
{\displaystyle \qquad Y_{W}=2(Q-T_{z})}
C учётом того, что слабый изоспин равен 1/2 для всех левых фермионов, то есть фермионов с отрицательной хиральностью, и 0 для всех правых фермионов — фермионов с положительной хиральностью, все дублеты слабого изоспина будут иметь средний заряд
{\displaystyle \qquad {\bar {Q}}={Y_{W} \over 2},}
где
- Y = −1 для левых лептонов (+1 для антилептонов)
- Y = +1/3 для левых кварков (−1/3 для антикварков)